# Villa Imperiale Scassi
La villa Imperiale Scassi est une résidence noble historique située dans le quartier génois de Sampierdarena ; aujourd'hui siège du lycée Nicolò Barabino, elle a été construite au milieu du XVIe siècle par les frères Ponzello pour la famille Imperiale.
On l'appelait La Bellezza pour la splendeur de sa structure architecturale et de ses intérieurs et pour le parc spectaculaire enfermé entre deux crêtes qui montaient presque jusqu'au sommet de la colline du Promontoire.

## Histoire

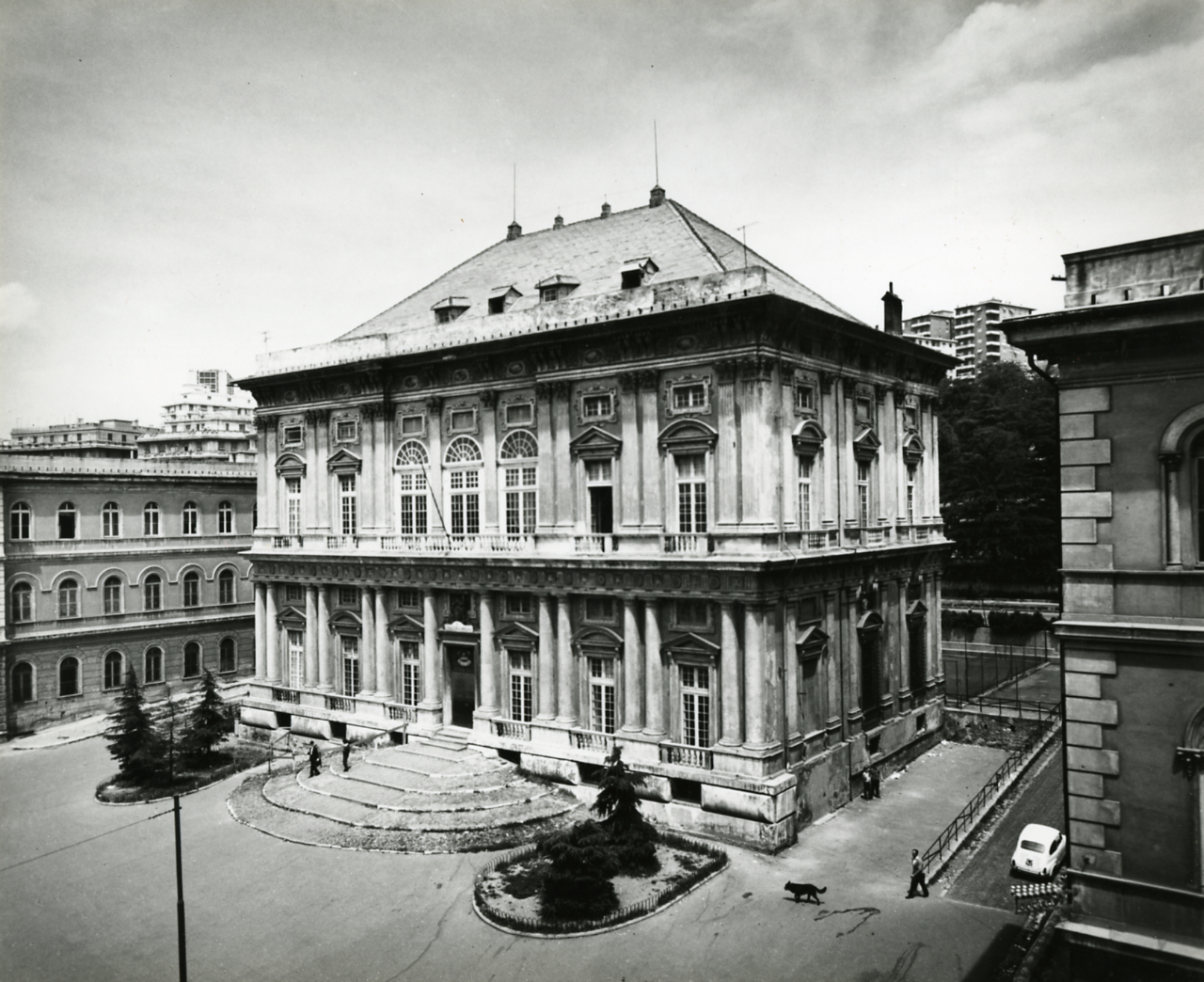
L'élévation principale de la villa sur une photo de Paolo Monti de 1963
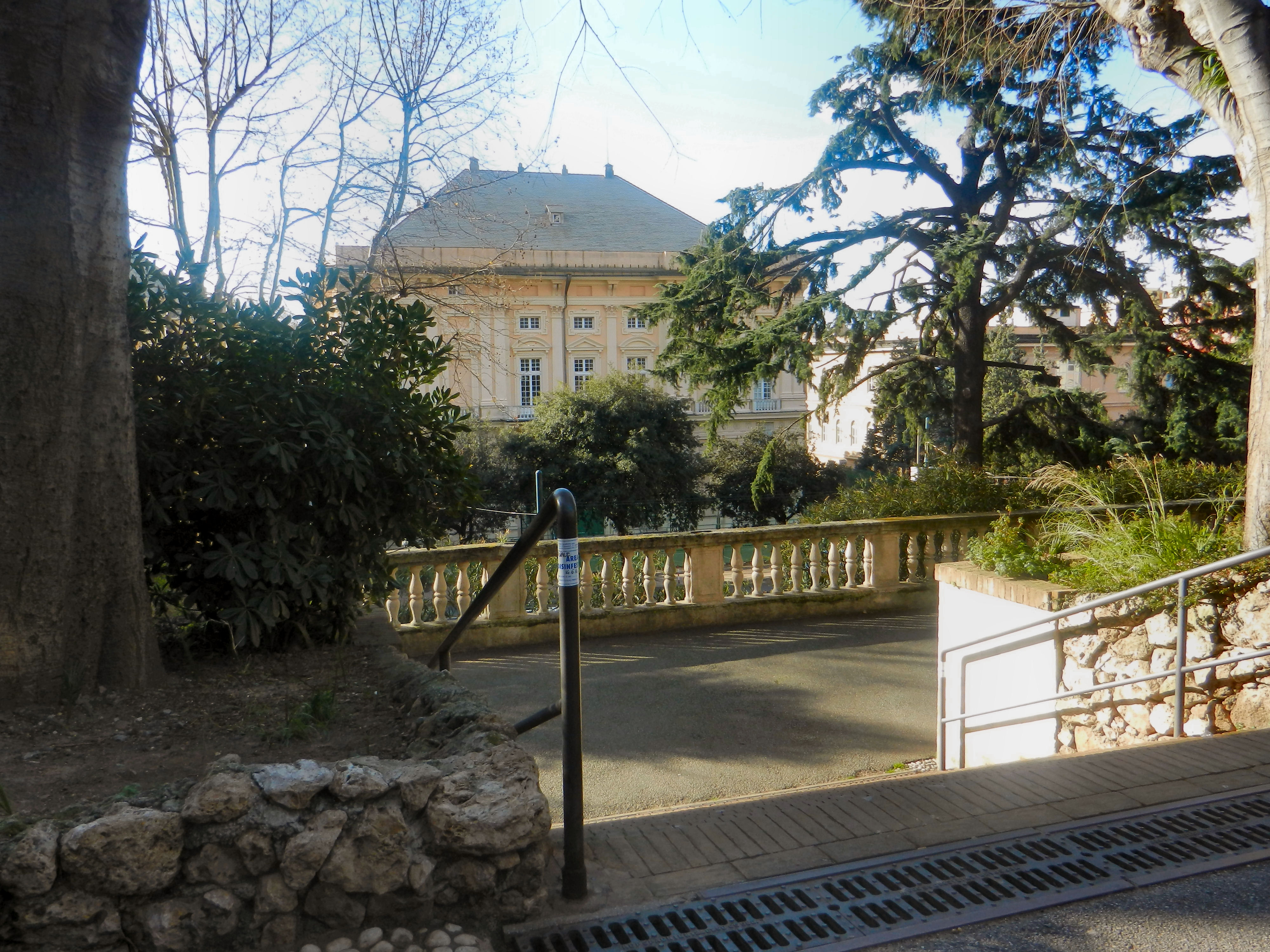
Élévation arrière vue du jardin, aujourd'hui parc public.

La villa, l'une des plus belles de la région de Sampierdarenese, a été construite entre 1560 et 1563 pour Vincenzo Imperiale sur un projet des frères Domenico et Giovanni Ponzello, qui s'inspirèrent du style introduit à Gênes par le Pérugien Galeazzo Alessi, et en particulier par la villa Giustiniani-Cambiaso d'Albaro, cependant en transférant ici la loggia du rez-de-chaussée au premier étage,,.
La décoration originale des extérieurs et des intérieurs commandée par Vincenzo Imperiale par de grands artistes actifs à Gênes à cette époque a été progressivement enrichie par les fils Giovanni Giacomo, doge de Gênes entre 1617 et 1619, et par son neveu Giovanni Vincenzo Imperiale, mécène, protecteur des artistes, ainsi qu'écrivain et collectionneur d'art
Après la période de splendeur des deux premiers siècles, entre la fin du XVIIIe siècle et le début du XIXe siècle, la villa connut une période de délabrement due aux événements historiques de l'époque : lors du siège de Gênes en 1800, elle fut utilisée comme hôpital et caserne par les troupes autrichiennes. En 1801, elle a été achetée par Onofrio Scassi, un riche médecin et professeur d'université, mais en 1802, a été réquisitionnée par le gouvernement républicain pro-français pour en faire un logement pour les officiers de l'armée napoléonienne. C'est seulement en 1816, après la chute de Napoléon, que Scassi a pu la récupérer et officialiser son achat de Giulio Imperiale di S. Angelo.
À partir de 1821, Onofrio Scassi la fit restaurer et embellir, la ramenant à son ancienne splendeur. Le projet de restauration était confié à l'architecte Carlo Barabino, tandis que Michele Canzio et Gaetano Centenaro ont réalisé les interventions décoratives à l'intérieur, dans un style néoclassique,.

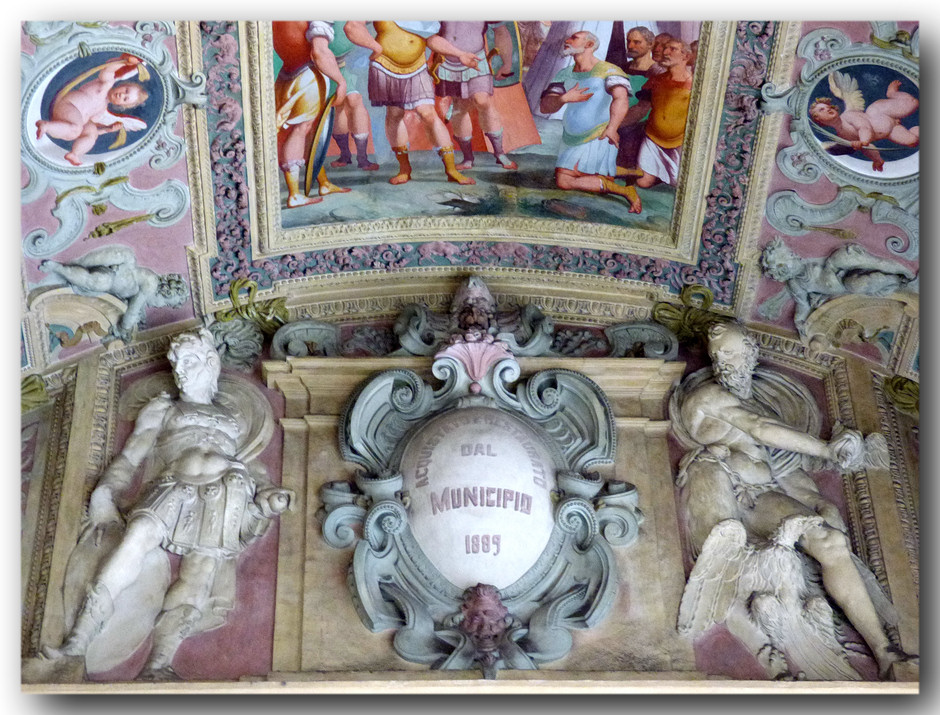
Date de restauration et d'achat par la commune de Sampierdarena.

En 1888, la villa a été achetée par la municipalité de Sampierdarena et en 1926, avec la création de la Grande Gênes, elle est devenue une partie du patrimoine de la municipalité de Gênes. Avec l'expansion des bâtiments et des routes du XXe siècle, la villa a été complètement absorbée par le tissu urbain de la ville, mais malgré cela, elle conserve toujours la solennité et l'élégance qui, tout au long de son histoire, lui ont valu le surnom de Beauté. Dans les premières années du XXe siècle, deux bâtiments scolaires avaient été construits sur ses côtés ; la villa elle-même servait d'école, fonction qu'elle a toujours conservée depuis, accueillant divers instituts depuis 1922 ; après une nouvelle restauration effectuée dans les années 1937-1938, elle devint le siège de l'institut professionnel Principe di Napoli, et ces derniers temps du collège N. Barabino.
Le grand parc a été en grande partie amputé par la construction, en 1915, de l'hôpital Villa Scassi, le troisième plus important de la ville. Le bâtiment perd définitivement la continuité avec son jardin vers 1920 lorsqu'un stade de football est construit dans la zone immédiatement en amont, terrain de jeu des Sampierdarenese entre 1920 et 1926, qui sera cependant de courte durée et sera à son tour supprimé en 1929. La partie centrale du parc, sur laquelle s'ouvre l'entrée principale de l'hôpital, est encore aujourd'hui un jardin public ; après une période de délabrement dans la seconde moitié du XXe siècle, il fait l'objet d'un projet de réaménagement achevé au début des années 2000 ,,. Le jardin a aujourd'hui une extension d'environ 1,5 ha et est le plus grand parc public de la zone urbaine de Sampierdarena. La Via Cantore et l'hôpital de la Villa Scassi sont reliés par un ascenseur public, capable d'accueillir jusqu'à 30 personnes et d'effectuer 14 trajets par heure d'une durée de 80 secondes.
La partie du jardin devant l'entrée du bâtiment, autrefois délimitée par une porte qui la séparait de la voie publique, est également aujourd'hui un espace public surplombé par d'autres résidences historiques de Sampierdarenese

### Invités célèbres
En 1713, Francesco Maria Imperiale, doge de la république de Gênes à l'époque, accueillit dans la villa Elisabeth-Christine de Brunswick, épouse de Charles VI de Habsbourg, de passage dans la ville pour se rendre à Vienne.
Entre le 25 juillet et le 17 août 1764, le jeune duc d'York, frère du roi George III d'Angleterre, y est invité.
En 1817, Onofrio Scassi accueillit le grand-duc Michel, frère du tsar Alexandre Ier de Russie, dans la villa qui venait de revenir en sa possession (et encore à restaurer).

## Architecture
Le bâtiment se dresse dans une position légèrement surélevée et en retrait de la rue, contrairement aux autres villas de la région, telles que les villas voisines Grimaldi et Lercari Sauli, qui s'élèvent devant lui, donnant directement sur la via Daste.

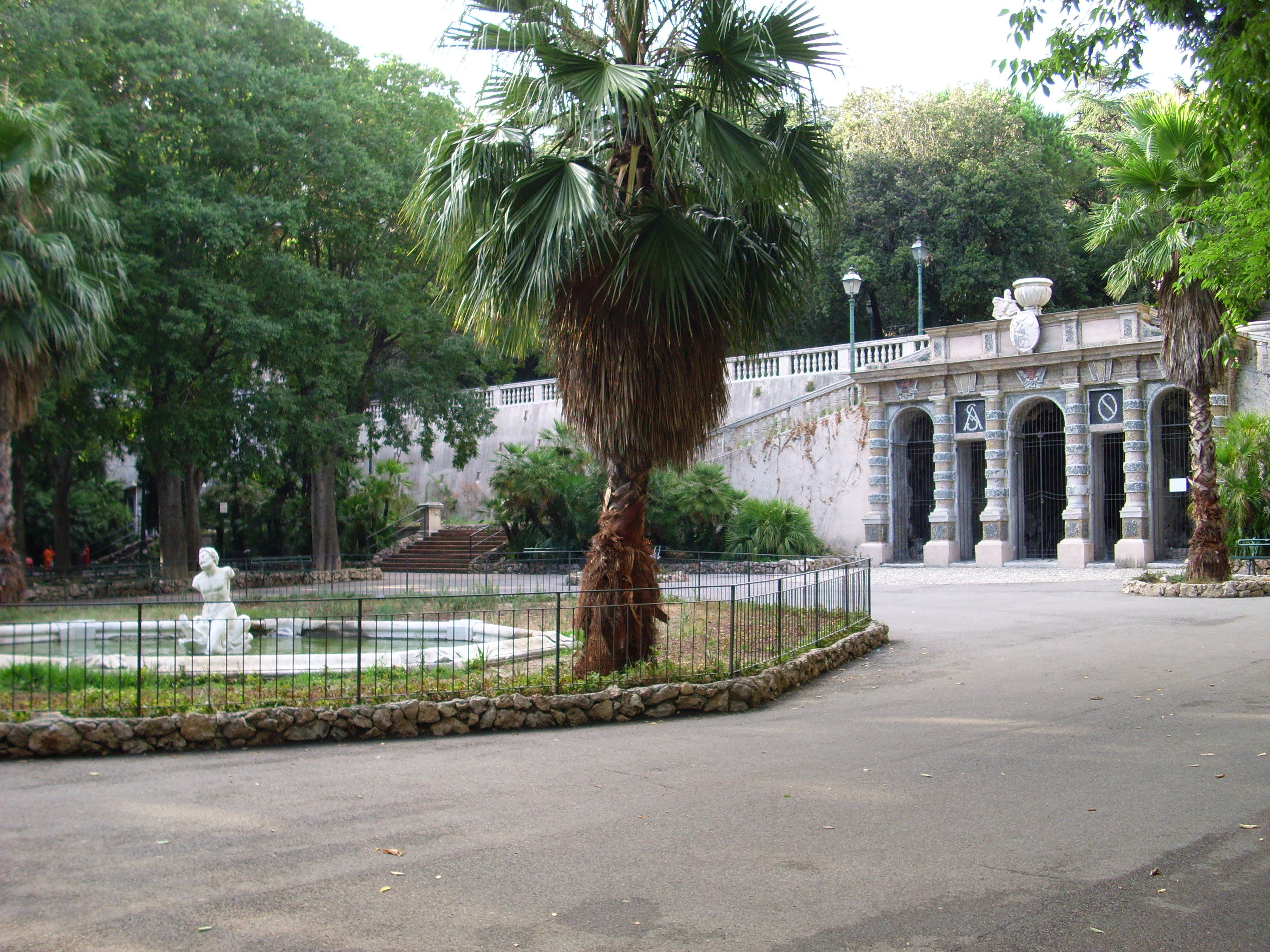
Détail du jardin avec la fontaine de Neptune et le nymphée

L'aspect extérieur du bâtiment rappelle, comme celui de nombreuses autres villas patriciennes génoises de l'époque, celui de la villa Giustiniani-Cambiaso d'Albaro construite par Alessi en 1548, qui était devenue un modèle et une source d'inspiration pour de nombreux architectes de cette époque. La similitude entre les deux bâtiments se retrouve dans la façade.
La façade arrière, qui donnait autrefois sur le parc, et aujourd'hui sur la via Cantore, reprend le dessin de la façade principale ; elle se caractérise par le portail central, qui donnait autrefois accès au parc, surmonté d'une terrasse à trois grandes fenêtres, dont le décor reprend les motifs de ceux de la façade principale.

### Intérieur

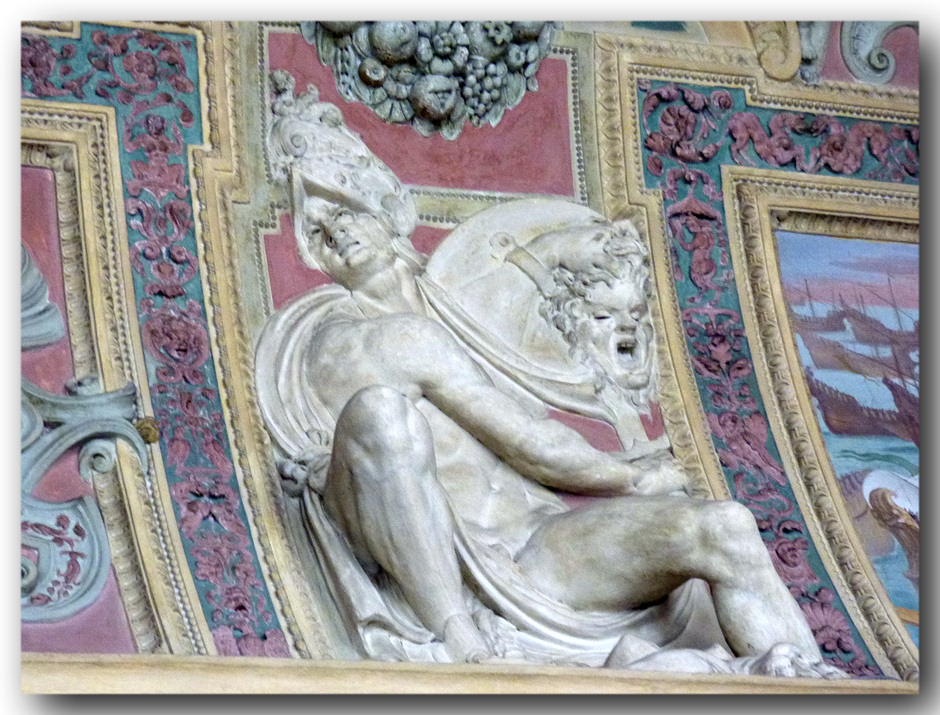
Haut-relief représentant David avec la tête de Goliath

La structure interne est principalement concentrée dans les pièces de l'atrium et de la loggia de l'étage noble, reliées par l'escalier à deux volées, richement décoré par Marcello Sparzo d'Urbino, également auteur des quatre statues dans les niches de l'atrium et de deux autres placées au milieu de l'escalier, représentant Giacomo Imperiale, un en tant que doge et un en tant que guerrier.
La voûte de l'atrium a ensuite été peinte par Giovanni Carlone avec des sujets mythologiques (Samson vainc le lion), Bernardo Castello et ses élèves ont peint à fresque la voûte de la loggia avec des épisodes de la Jérusalem libérée, Histoires de David et le Triomphe de Saul. De la loggia, on entre dans la chapelle, mentionnée dans le rapport du visiteur apostolique Francesco Bossi en 1582 et désacralisée vers le milieu du XVIIIe siècle,.

### Jardin

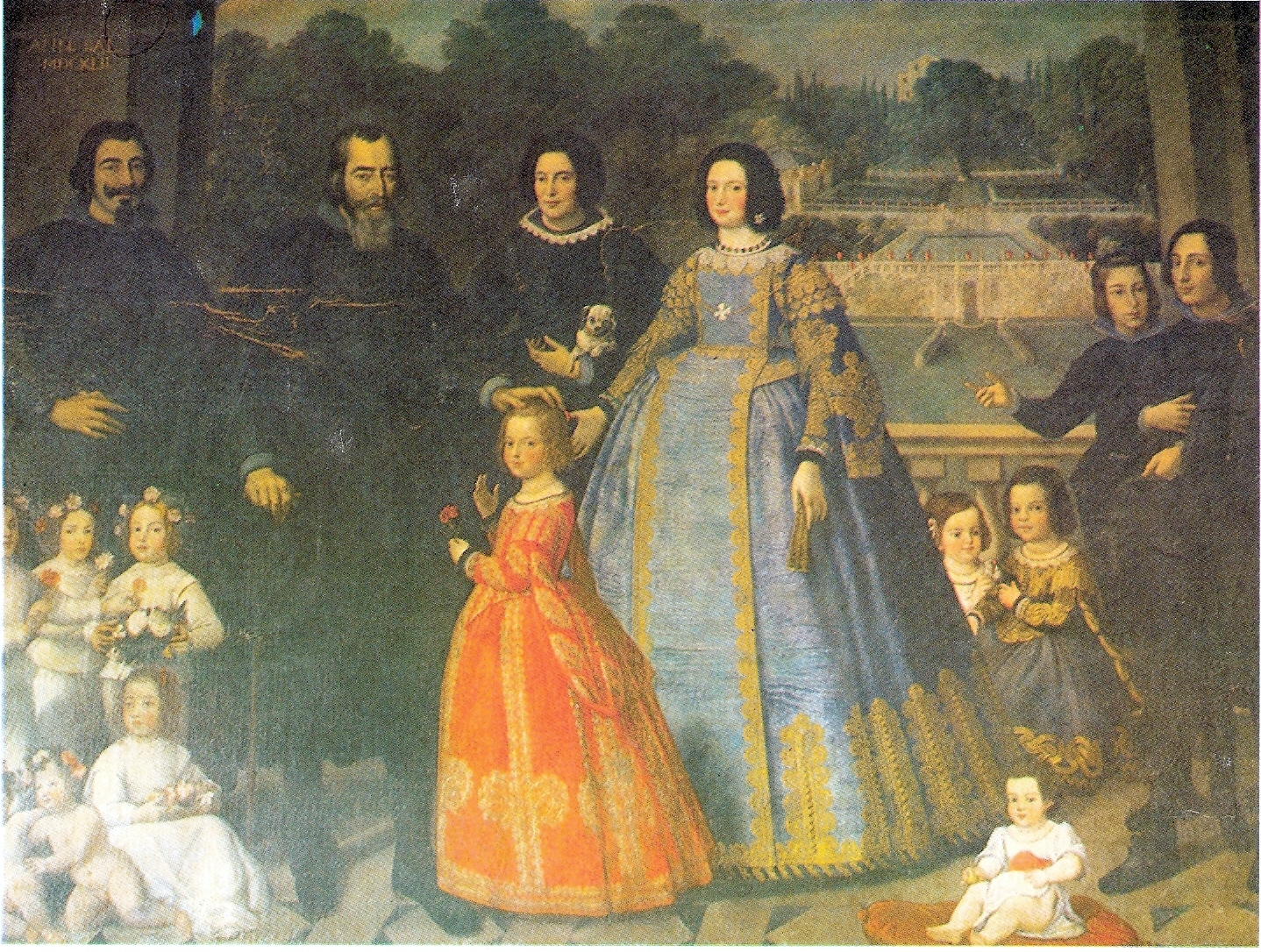
La famille Imperiale au fond du jardin (D. Fiasella et G.B. Casoni, 1642)

Au fond d'un tableau de 1642 réalisé par Domenico Fiasella avec la collaboration de G.B. Casoni, conservé dans la galerie du Palazzo Bianco, qui représente Vincenzo Imperiale avec sa famille près des fenêtres de la loggia arrière, le jardin de la villa avec ses avenues et la succession de terrasses qui montent la colline est bien visible.
Le grand parc, dont les allées remontaient la colline entre grands arbres, parterres de fleurs, statues, fontaines et grottes artificielles, culminant avec un lac artificiel et une grande volière (disparue avec la construction de l'hôpital), est documenté dans les dessins et plans de Martin-Pierre Gauthier de 1818-1832. Dans ces dessins on observe la succession de terrasses, les grands parterres  alternant avec des bassins à poissons et des fontaines. Le parc était complété par une végétation luxuriante de bosquets qui menait au grand parterre avec le lac artificiel et la volière. Aujourd'hui, on peut encore admirer le grand nymphée qui encadre la belle fontaine de Neptune. Quelques statues de marbre originales ont survécu à la négligence et au vandalisme, et les fondations de celles qui ont disparu subsistent le long de l'allée, en mauvais état de conservation, tandis qu'un grand portail subsiste sur Corso Scassi, juste en face de l'entrée de l'hôpital,.